# آرادو آر 232
آرادو آر 232 (بالإنجليزية: Arado Ar 232) هي طائرة نقل أنتجت في ألمانيا. من صناعة أرادو. كانت تستخدم بشكل أساسي من قبل سلاح الجو الألماني. كان أول طيران لها في يونيو 1941. دخلت الخدمة في 1943، انتهت خدمتها في 1945. صنع منها 20 طائرة.